# Stadio Charles de Gaulle
Lo stadio Charles de Gaulle (in francese Stade Charles-de-Gaulle) è il principale impianto sportivo polivalente della capitale beninese Porto-Novo. Ospita le partite interne dell'AS Dragons FC de l'Ouémé, del Mogas 90 Football Club e del Porto-Novo.
Dal 27 giugno al 1º luglio 2012 ha ospitato i Campionati africani di atletica leggera 2012.